# 151 a.C.

## Eventos
- Aulo Postúmio Albino e Lúcio Licínio Lúculo, cônsules romanos.
- Quarto ano da Guerra Lusitana na Península Ibérica, sob o comando de Licínio Lúculo.